# Efawirenz
Efawirenz – organiczny związek chemiczny stosowany jako lek przeciwretrowirusowy. Hamuje postęp zakażenia HIV poprzez zmniejszenie liczby wirionów we krwi. Należy do grupy nienukleozydowych inhibitorów odwrotnej transkryptazy.

## Farmakokinetyka
Lek osiąga maksymalne stężenie w osoczu krwi po ok. 5 godzinach od podania, w ponad 99% wiąże się z białkami osocza. Biologiczny okres półtrwania wynosi 40–55 godzin. Metabolizm zachodzi głównie w wątrobie.

## Wskazania
- zakażenie wirusem HIV-1

## Przeciwwskazania
- nadwrażliwość na lek
- ciężka niewydolność wątroby
- nie stosować jednocześnie z:
  - alkaloidami sporyszu
  - astemizolem
  - beprydylem
  - cyzaprydem
  - midazolamem
  - pimozydem
  - preparatami roślinnymi zawierającymi ziele dziurawca
  - terfenadyną
  - triazolamem

## Działania niepożądane
- skórne objawy alergiczne
- bóle i zawroty głowy
- zmęczenie
- bezsenność
- zaburzenia koncentracji
- bóle brzucha
- nudności
- depresja

## Preparaty
- Stocrin 100 – kapsułki 0,1 g
- Stocrin 200 – kapsułki 0,2 g

## Dawkowanie
Doustnie. Dawkę oraz częstotliwość stosowania leku ustala lekarz. Zwykle osoby dorosłe 0,6 g raz na dobę w jednej dawce, niezależnie od posiłków.